# 比利·傑克歸來
《比利·傑克歸來》（英語：The Return of Billy Jack）是一部未完成的電影，由湯姆·勞克林自編自導自演，繼1977年電影《比利·傑克去華盛頓》後回歸飾演比利·傑克（Billy Jack）一角；劇情講述比利在紐約與兒童色情產品商人較量。電影1985年12月至1986年初在紐約市拍攝，部分取景自中央公園；劇組也在多倫多拍攝。《比利·傑克歸來》因資金耗盡而未完成拍攝，重啟也已失敗告終。

## 製作
湯姆·勞克林在多倫多拍攝本片時，糖玻璃發生故障，導致頭部受傷。當他康復時，本片的資金已耗盡，製作從未恢復。勞克林原本計劃將本片賣給大間製片商，但從未成功。製作停止時，電影素材只拍攝了大約15分鐘。在紐約市拍攝期間，勞克林在曼哈頓西區挺身驅散了一場街頭鬥毆；此外，勞克林還與人引起駕駛糾紛，導致一名男子遭逮捕。

## 重啟嘗試
《比利·傑克歸來》雖然未完成，但勞克林仍嘗試製作另一部比利·傑克電影。
據2002年3月的報導，3藝術娛樂和丹尼·德維托的澤西電影（Jersey films）正與勞克林洽談，拍攝一部由基努·李維主演的新《比利·傑克》電影。接下來的一個月，梦工厂宣布打算以150萬美元買下價格40萬美元的該項目發行權，勞克林及妻子迪樂芮·泰勒希望重新扮演原系列中的角色，並將火炬傳遞給李維。同月晚期，勞克林與達成了一項協議，向該公司提供製作另一部續集的版權，而3藝術和澤西電影已退出，但這項交易以訴訟告終，版權於2004年回歸勞克林。勞克林於2013年12月12日去世，電影的進展畫下句點。

## 外部連結
- 湯姆·勞克林的比利·傑克官方網站
- 互联网电影数据库（IMDb）上《比利·傑克歸來》的资料（英文）